# Qahar Youyi Qianqi
Qahar Youyi Qianqi (prawa przednia chorągiew Qahar; chiń. 察哈尔右翼前旗; pinyin: Cháhā’ěr Yòuyì Qián Qí) – chorągiew w północnych Chinach, w regionie autonomicznym Mongolia Wewnętrzna, w prefekturze miejskiej Ulanqab. W 1999 roku liczyła 275 482 mieszkańców.